# Anton Hubert Fischer
Anton Hubert Fischer (Antonius Fischer) (30 de maio de 1840, em Jülich , província do Reno - 30 de julho de 1912, em Neuenahr ) foi um arcebispo católico romano de Colônia e cardeal.

## Vida
Anton Fischer era filho do professor de escola primária Wilhelm Josef Fischer e irmão do editor de Jülich, Joseph Fischer. Ele primeiro frequentou a escola igreja de sua cidade natal e 1853-1857 da Friedrich-Wilhelm Gymnasium  , em Colónia. Ele então estudou Teologia Católica na Universidade de Münster e depois na Universidade de Bonn. Em Bonn, ingressou em 1860 na associação científica de estudantes católicos Unitas -Salia. Após a formação prática no seminário de Colônia, ele recebeu em 2 de setembro de 1863 em Colônia ordenação sacerdotal, Desde 1864 trabalhou como professor de religião em Essen, onde ele mosteiro Comissário mulheres Augustine Canon BMV foi doutorado ele 1886 em Tübingen Dr. Theol. Depois que seu pedido de 1888 para uma cátedra em Bonn não foi bem-sucedido, nomeou-o arcebispo Philipp Krementz no mesmo ano para o capitular da catedral em Colônia.
Um ano depois, em 14 de fevereiro de 1889, Fischer foi nomeado Bispo Titular de Iuliópolis e Bispo Auxiliar de Colônia. A ordenação episcopal deu-lhe em 1 de maio do mesmo ano o arcebispo Philipp Krementz; Os co- consagradores foram Franciscus Boermans, Bispo de Roermond, e Heinrich Feiten, Bispo Auxiliar em Trier.
Depois de 1895 Domdechanten foi levantada, que elegeu capítulo da catedral do bispo auxiliar em 6 de novembro de 1902 13 de 15 votos arcebispo de Colônia, que foi nomeado em 26 de novembro 1902 Como candidato bispo que tinha em 1889 em Münster, 1891 em Paderborn e 1899 em Osnabrück se levantou e Cologne nas listas do respectivo capítulo da catedral, mas foi cancelada novamente pelo governo da Prússia. Papa Leão XIII. levou-o em 23 de junho de 1903 como padre cardeal com a igreja titular de Santi Nereo ed Achilleo no Colégio dos Cardeais. Ele participou do conclave em 1903, que elegeu Pio X ao papa.
O arcebispo conservador foi o primeiro a reverter os passos de seu antecessor na educação de sacerdotes e voltou à estrita linha de formação do cardeal Krementz. Neste contexto, também chegou a um ultraje público com o historiador da igreja de Bonn, Heinrich Schrörs, que só poderia ser resolvido pela intervenção do Ministério da Cultura, que tinha o arcebispo em seu lugar. Fischer operou de forma mais convincente na disputa sindical, onde ele fez campanha por sindicatos interdenominacionais.
Fischer chamou o rabino de Colônia, Abraham Frank, para informá- lo sobre declarações antijudaicas dentro do clero da arquidiocese de Colônia, ele não iria tolerar isso e então tomaria medidas contra ele. Segundo Frank, esse foi o caso em duas ocasiões.
Fischer, que sofre de diabetes, morreu em 30 de julho de 1912 em Bad Neuenahr , onde foi ao spa. Seus restos mortais foram transferidos para Colônia e enterrados ali no túmulo episcopal da Catedral de Colônia.
O Cardeal Antonius Fischer era amigo do Bispo Emil August Allgeyer, Vigário Apostólico de Zanzibar na África Oriental Alemã. Ele também o ordenou bispo em 25 de abril de 1897 na Casa da Missão Espiritana Knechtsteden. Depois da consagração episcopal, o vigário apostólico anunciou que chamaria em agradecimento sua primeira estação missionária recém-fundada "Cidade dos Pescadores", o que ele fez de fato. Ficava na África Oriental Alemã, no distrito de Rombo, no Monte Kilimanjaro.